# Ninszatapada
Ninszatapada (sum. nin.šà.ta.pà.da) – mezopotamska księżniczka, córka Sin-kaszida, króla Uruk (XIX w. p.n.e.), arcykapłanka boga Meslamta-ea w mieście Durum.
Ninszatapada znana jest przede wszystkim ze swego listu, napisanego w języku sumeryjskim, skierowanego do Rim-Sina I (1822-1763 p.n.e.), króla Larsy. List ten napisany został ok. 1800 r. p.n.e., w czasie, gdy Ninszatapada przebywała na wygnaniu. Kilka lat wcześniej królestwo Uruk, rządzone przez królów z dynastii założonej przez jej ojca Sin-kaszida, podbite zostało przez Rim-Sina I, króla Larsy. Ninszatapada, pełniąca wówczas już od wielu lat funkcję arcykapłanki (sum. nin.diĝir) boga Meslamta-ea w Durum, mieście leżącym w pobliżu Uruk, jako członkini pokonanej dynastii rządzącej musiała porzucić Durum i udać się na wygnanie. Po kilku latach na wygnaniu będąca już w podeszłym wieku Ninszatapada postanowiła napisać sławiący Rim-Sina I list, w którym prosi go by wydał zgodę na jej powrót do Durum i przywrócenie należnej jej pozycji arcykapłanki boga Meslamta-ea w tym mieście. W liście wychwala ona Rim-Sina I nazywając go „wiernym pasterzem”, „mędrcem”, „prawdziwym sędzią” i „bohaterem”. Sławi go za oszczędzenie miast Uruk i Durum oraz za wzięcie ich mieszkańców w opiekę. Upadek własnej dynastii przypisuje ona woli bogów Anu i Enlila, którzy to Rim-Sina I postanowili uczynić zwycięzcą. W dalszej części listu Ninszatapada przedstawia samą siebie: „Tak mówi Ninszatapada, kobieta-skryba, arcykapłanka boskiego Meslamta-ea, córka Sin-kaszida, króla Uruk, twoja służka”, po czym opisuje swój ciężki los na wygnaniu: 
„Przez pięć lat nie byłam w swym mieście,

żyję jak niewolnica i nikt nie zwraca uwagi.

Z powodu Twego milczenia mój wygląd się zmienił,

moje ciało jest na wpół martwe, chodzę zgarbiona.

Gdy klaszczę w dłonie odpowiada mi cisza,

nie znam dźwięku mego ...(?).

W mym podeszłym wieku jestem wyrzucona jak wczorajszy dzień,

zostałam wyrzucona ze swego pokoju i swej sypialni.

[Jestem] jak ptak złapany w pułapkę,

którego młode uciekły z gniazda:

Moje dzieci rozpierzchły się daleko [...].

Moje jedzenie jest pełne łez.

Nie znajduję spokoju w mym łożu [...].

Moja służka nie naprawia mych ubrań

i muszę chodzić w łachmanach.

Któż wstawi się za mną?”
List Ninszatapady odnaleziony został pośród dokumentów z archiwum królewskiego z Larsy, co może wskazywać, iż dotarł on do Rim-Sina I i że ten przychylił się do jej prośby. Wydaje się też, iż król Larsy wykorzystać mógł ten list w celach propagandowych, bo kopiowany był on w szkołach skrybów, o czym świadczy sześć zachowanych jego kopii